# Njet, Molotoff
«Njet, Molotoff» («Ні, Молотове») — фінська пропагандистська пісня часів радянсько-фінської війни 1939−1940 рр. Вона висміює невдалі спроби СРСР захопити Фінляндію і глузує з міністра іноземних справ СРСР В'ячеслава Молотова. Інший персонаж пісні та об'єкт глузувань — Бобріков, колишній губернатор Фінляндії у складі Росії, який прославився намаганням асимілювати фінів. В основу пісні лягла російська народна пісня «Їхав на ярмарок ухарь-купець». Njet, Molotoff була виконана вперше у 1942 по закінченні війни, хоча текст був написаний раніше, ймовірно ще під час бойових дій. Мелодія Матті Юрва, текст Тату Пеккарінена.

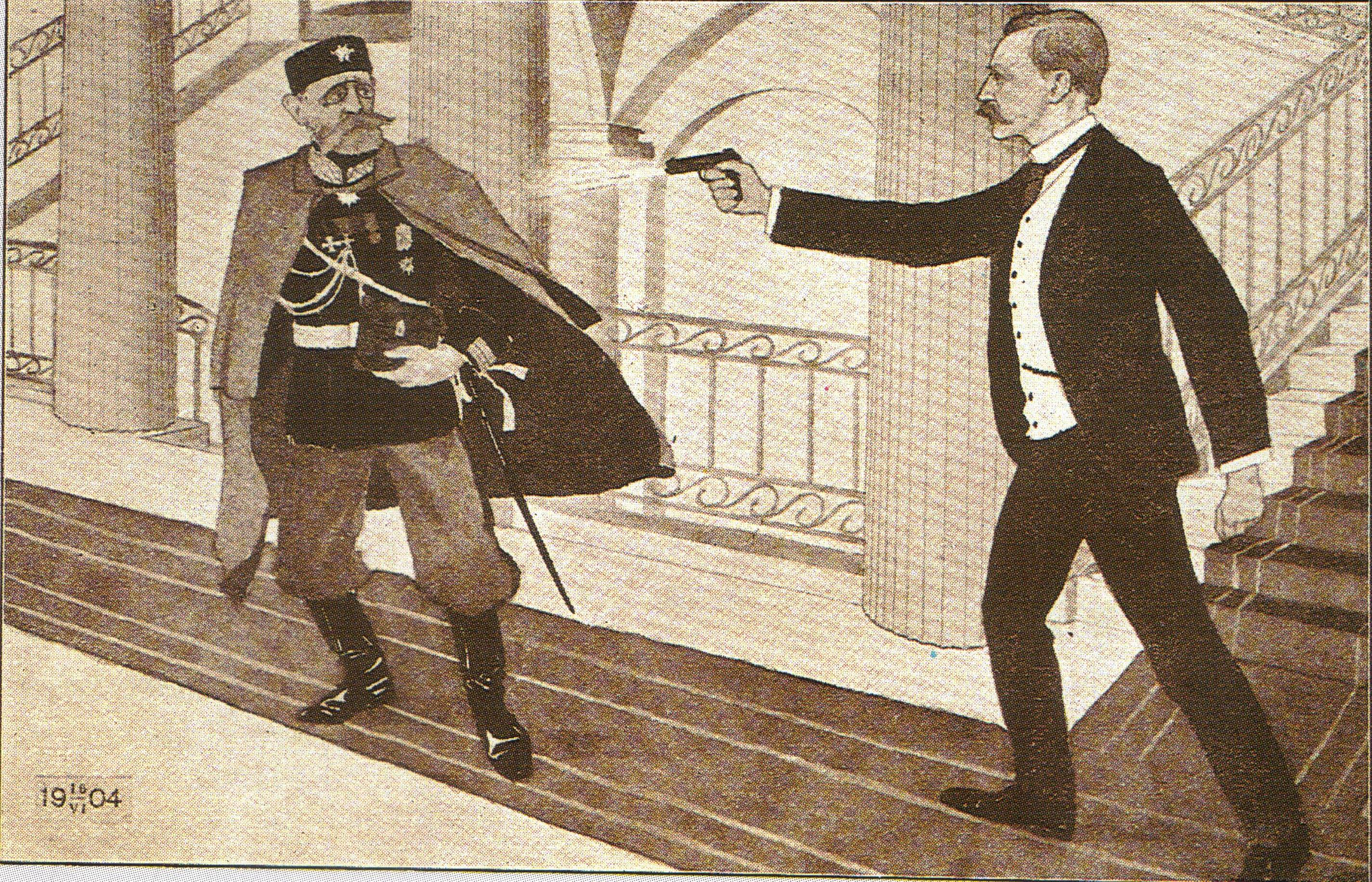
Вбивство Бобрікова, 1904

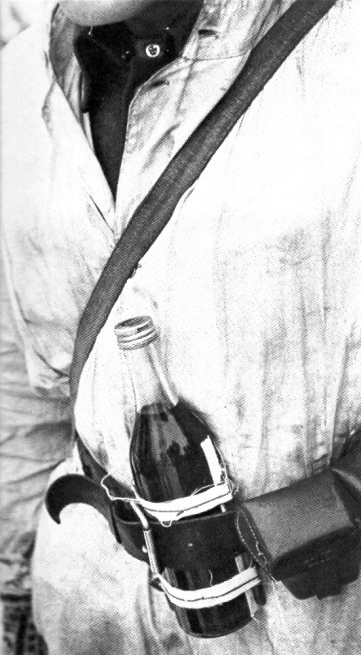
Коктейль Молотова у фінського солдата — головний символ радянсько-фінської війни (так званої "Зимової війни")

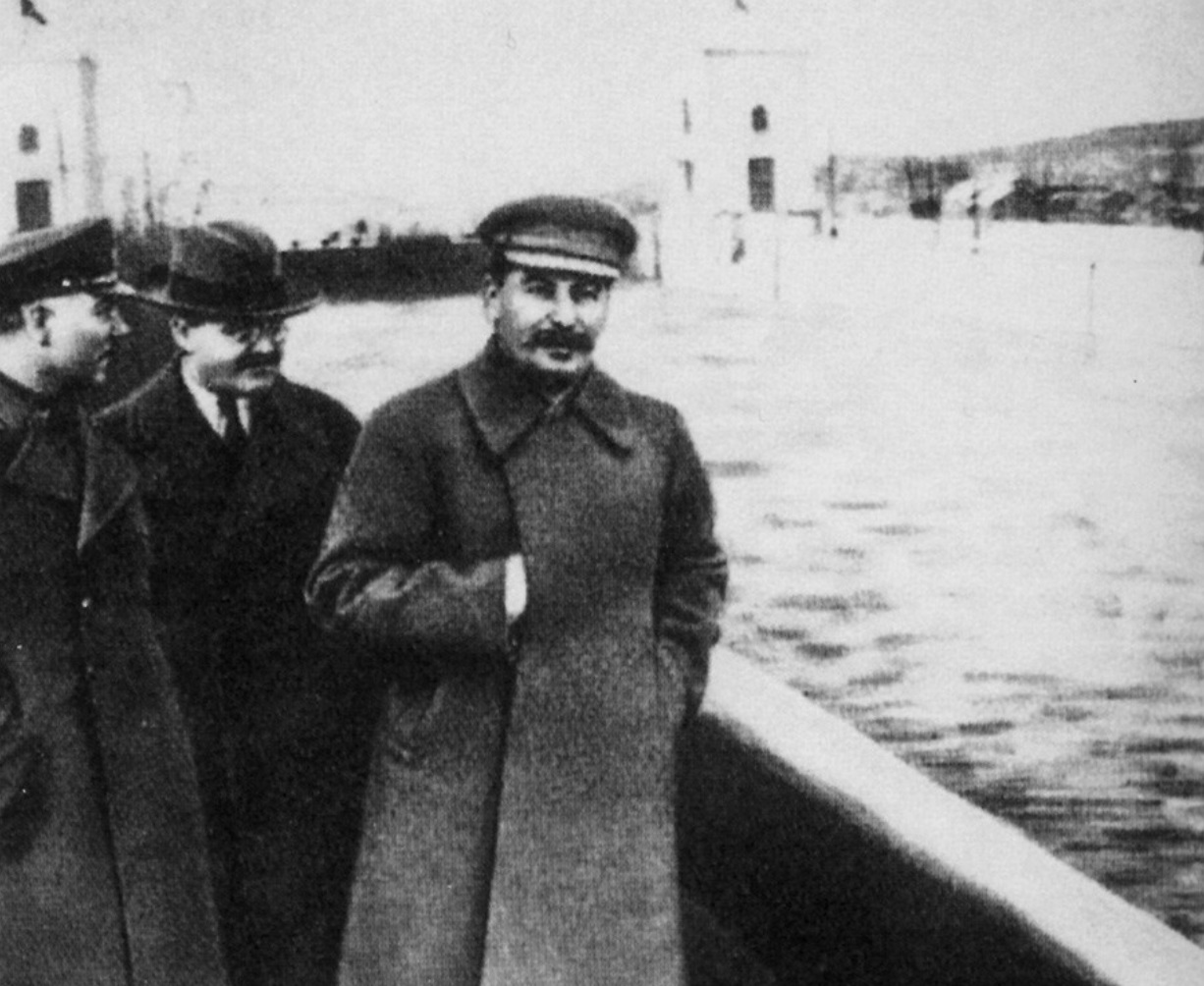
Сталін і Молотов на Волго-Донському каналі, Єжова з фото видалили після опали.

## Текст пісні
| Finlandia, Finlandia, sinne taas matkalla oli Iivana. Kun Molotoffi lupas´ juu kaikki harosii, huomenna jo Helsingissä syödään marosii. Njet Molotoff, njet Molotoff, valehtelit enemmän kuin itse Bobrikoff. Finlandia, Finlandia, Mannerheimin linja oli vastus ankara. Kun Karjalasta alkoi hirmu tulitus, loppui monen Iivanan puhepulistus. Njet Molotoff, njet Molotoff, valehtelit enemmän kuin itse Bobrikoff. Finlandia, Finlandia, sitä pelkää voittamaton Puna-Armeija. Ja Molotoffi sanoi että katsos torppas niin, Tsuhna aikoo käydä meitä kraivelista kii. Njet Molotoff, njet Molotoff, valehtelit enemmän kuin itse Bobrikoff. Uralin taa, Uralin taa, siellä onpi Molotoffin torpan maa. Sinne pääsee Stalinit ja muutkin huijarit, politrukit, komissaarit ja petroskoijarit. Njet Molotoff, njet Molotoff, valehtelit enemmän kuin itse Bobrikoff. | Фінляндія, Фінляндія, Туди знову направився Іван. Раз Молотов обіцяв, що все буде «харашо» Вже завтра в Гельсінкі вони будуть їсти морозиво. Ні, Молотове! Ні, Молотове! Ти брешеш навіть гірше, ніж Бобріков! Фінляндія, Фінляндія, Лінія Маннергейма — серйозна перешкода, І коли з Карелії почався страшний артилерійський вогонь, Він змусив замовкнути багатьох Іванів. Ні, Молотове! Ні, Молотове! Ти брешеш навіть гірше, ніж Бобріков! Фінляндія, Фінляндія, Жахається непереможна Червона Армія. Молотов вже казав бійцям шукати притулок, А то чухонці зараз нам надають. Ні, Молотов! Ні, Молотов! Ти брешеш навіть гірше, ніж Бобріков! Йди за Урал, йди за Урал, Там багато місця для Молотова. Туди відправимо і Сталіна і його прибічників, Політруків, комісарів і петрозаводських шахраїв. Ні, Молотов! Ні, Молотов! Ти брешеш навіть гірше, ніж Бобріков. |

## Пародії
У 2024 році було створено три російські версії: «Да, Маннергейм/ Так, Маннергейм», «Да, Володымыр/ Так, Володимире» «Нет, Трамп!» . Також створена англомовна «No Donald Trump!». Перша є пародією на оригінал, друга - пародією на українську версію, третя - пародією на Дональда Трампа та його політичних конкурентів у зв'язку з його заявами про намір приєднання Гренландії та Канади до США. 